# K-141 Kursk
K-141 Kursk je bila jedrska podmornica z manevrirnimi raketami razreda Antej Ruske vojne mornarice. Potonila je po nesreči 12. avgusta 2000 v Barentsovem morju. Ime je dobila po ruskem mestu Kursk, v bližini katerega je leta 1943 potekala največja tankovska bitka v zgodovini, bitka pri Kursku.

## Zgodovina
Gredelj podmornice Kursk je bil položen 22. marca 1992 v ladjedelnici Sevmaš v mestu Severodvinsk v Rusiji. Splavitev podmornice je bila 16. maja 1994 in 30. decembra istega leta pa je bila sprejeta v uporabo. To je bila predzadnja podmornica razreda Antej, oblikovana in odobrena v času Sovjetske zveze. Zunanji trup je bil izdelan iz nerjavnega (nikelj) kromiranega jekla debeline 8,5 mm, zato je bila odporna proti koroziji in proti odkrivanju s sonarjem. Notranji trup je bil jeklen, debeline 50,8 mm.
Kursk je bil del Severne flote Ruske vojne mornarice, ki pa je po letu 1990 utrpela zmanjšanje vojaškega proračuna. Mnoge podmornice Severne flote so bile zasidrane v zalivu Andrejeva 100 km iz Murmanska. Med 3. avgustom in 19. oktobrom 1999 je Kursk opravil uspešno izvidniško misijo v Sredozemskem morju, v okviru katere je sledil 6. floti ameriške mornarice med vojno na Kosovu. Šolska vaja avgusta leta 2000 je bila največja po razpadu Sovjetske zveze. Vključevala naj bi štiri napade podmornic na poveljniško ladjo Pjotr Veliki razreda Orlan in nekaj manjših ladij.

## Eksplozija
Kursk je odplul na morje, da opravi vajo streljanja slepih torpedov na ladjo Pjotr Veliki. To je bilo 12. avgusta leta 2000 ob 11.28 po lokalnem času. Do eksplozije je prišlo, ko so pripravljali torpedo za izstrelitev. Po mnenju preiskovalcev nesreče je eksplozijo povzročila reakcija spojine vodikovega peroksida, ki je bila uporabljena pri izstrelitvi, ter bakra, ki se je nahajal v torpedni cevi. Podoben incident je bil vzrok za izgubo HMS Sidon leta 1955. Kemijska eksplozija je razstrelila Kursk z močjo med 100–250 kg TNT, kar je enako stopnji 2,2 po Richterjevi lestvici. Druga eksplozija je sledila 135 sekund po začetni in je bila izmerjena med 3,5–4,4 po Richterjevi lestvici, kar ustreza 3–7 t TNT. Ena od eksplozij je potisnila velike kose razbitin nazaj skozi podmornico. Podmornica se je potopila v razmeroma plitvi vodi na globino 108 m, približno 135 km iz Severomorska, pri 69°40′N 37°35′E. Dolžina Kurska presega globino, na kateri je potonil, za kar 46 m.

## Poskusi reševanja
Čeprav so reševalne poskuse ponudili Britanci in Norvežani, je Rusija odklonila začetne reševalne ponudbe. Do podmornice Kursk se je poskušala prebiti s svojo ladjo za reševanje podmornic Mihail Rudnicki, ki je bila opremljena z manjšima reševalnima podmornicama AS-32 in AS-34. Sprva je bila v morje spuščena podmornica AS-34, ki je trčila v propeler Kurska in se je morala vrniti na površino. Podmornici AS-32 ni uspelo najti Kurska. Po popravilu se je do Kurska ponovno poskušala prebiti podmornica AS-34, vendar se ni mogla priklopiti na odprtino na trupu. Kursk je bil nagnjen po kotom 25° postrani in 5–7° navzdol, zaradi poslabšanja vremena pa je začel pihati veter s hitrostjo 15–27 m/s, valovi pa so narasli do višine 1,2–2,4 m. Vseh 118 mornarjev in častnikov na krovu je umrlo. Ruski admirali so sprva trdili, da je večina posadke umrla zaradi eksplozije v nekaj minutah. Po mnenju zunanjih opazovalcev pa so bili motivi politični, saj so nekateri mornarji imeli čas napisati beležke, ker so prve eksplozije uničile le sprednji del podmornice. Kapitan poročnik Dmitrij Kolesnikov je preživel prvo eksplozijo v prekatu 9, ravno pri krmi podmornice. Reševalci so našli beležke ob njem in pokazalo se je, da je 23 mornarjev (od 118 na krovu) čakalo z njim v temi.
Bilo je veliko govora o tem, kako dolgo so mornarji še živeli. Nekateri, zlasti na ruski strani pravijo, da so umrli zelo hitro. Znano je, da je voda uhajala v podmornico razreda Antej skozi gred propelerja in na globini 100 m bi bilo nemogoče zapreti odprtino. Drugi poudarjajo, da je veliko kemičnih kartuš (nabojev) uporabljalo ogljikov dioksid, zato se je kemično sprostil kisik, kar je omogočalo posadki, da je lahko preživela nekaj dni. Zadnja Kolesnikova opomba je bila ob 15.15, kar pomeni, da so on in drugi v zadnjem prostoru živeli še vsaj štiri ure po eksploziji.
Ti naboji so bili najbrž vzrok smrti. Zdi se, da je mornar po nesreči prinesel naboj, ki je bil v stiku z morsko vodo, kar pa je povzročilo kemično reakcijo in ogenj. Uradna preiskava o nesreči je pokazala, da so nekateri preživeli požar s potapljanjem v vodo. Sledi požara na stenah kažejo, da je bila voda v tistem trenutku na ravni pasu v spodnjem območju. Vendar pa je ogenj hitro porabil preostali kisik v zraku, kar je povzročilo smrt z zadušitvijo.
V času tragedije Kurska na skrajnem severu Rusije je tedanji predsednik Vladimir Putin, kljub takojšni obveščenosti o tragediji, čakal pet dni, preden je prekinil počitnice v Sočiju in javno komentiral izgubo. Leto kasneje je rekel, da bi se verjetno vrnil v Moskvo, a da to ne bi ničesar spremenilo. Dejal je, da je imel isto raven komuniciranja tako v Sočiju kot v Moskvi.

## Dviganje
Nizozemski družbi Mammoet in Smit International sta z vleko Giant 4 sčasoma dvignili Kursk in mrtve mornarje, ki so bili pokopani v Rusiji. Tri trupla so bila preveč opečena, da bi jih lahko identificirali. Prva eksplozija je detonirala bojne glave na torpedih 5–7, kar je povzročilo niz sekundarnih eksplozij, usodnih za podmornico.
Glavna skrb v celotni reševalni operaciji so bili aktivirani izstrelki, ki so ostali v prekatih. Obstajala je nevarnost detonacije torpedov in izpusta iz dveh jedrskih reaktorjev. V Londonu je jedrski svetovalec John Large ocenil tveganja in nevarnosti, kar so reševalci uporabili pri načrtovanju akcije.
Ruski uradniki so zanikali trditve, da je imela podmornica rakete Granit z jedrskimi bojnimi glavami, predložen pa ni bil niti en dokaz o nasprotnem. Ko so leta 2001 pri reševalni akciji dvigovali podmornico, so se bali, da bi s premikom razbitin sprožili eksplozijo, zato so se odločili za rezanje premca s karbidnim kablom. Tudi to orodje bi lahko povzročilo iskrenje, zato bi se lahko vneli ostali hlapni plini, npr. vodik. Del Kurska je bil odpeljan v Severomorsk, kjer je bila opravljena obsežna forenzična analiza.
Ostanki jedrskih reaktorjev so bili leta 2003 odpeljani k zalivu Sajda na polotoku Kola. Po ladjedelnici je več kot 50 delov razstavljenega reaktorja. Preostali del podmornice je bil nato razstavljen, del premca pa ni bil nikoli razstavljen ampak uničen leta 2002. Obnovljeni so bili samo manjši deli premca (torpedna cev).